# Bragbysvärdet

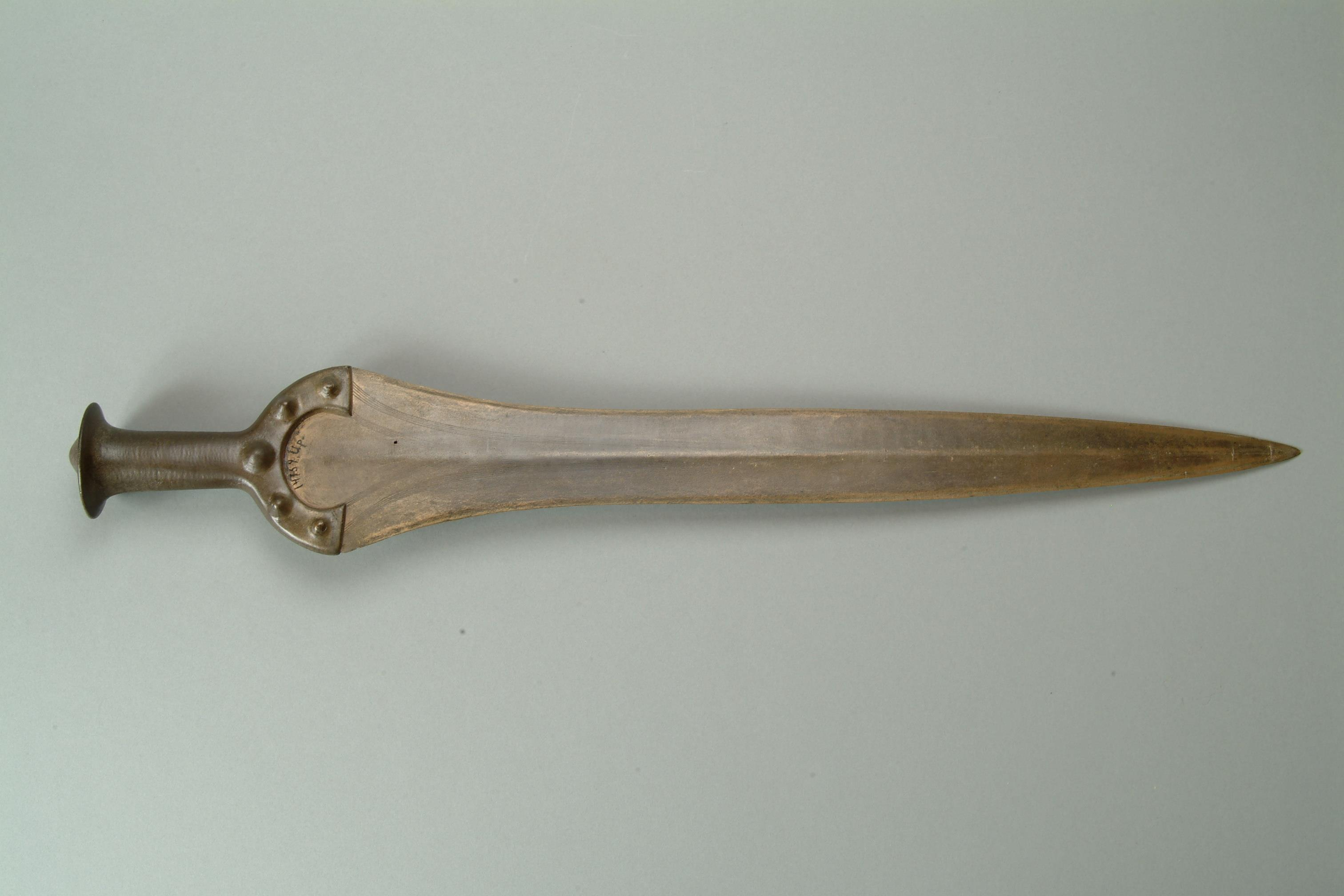
Bragbysvärdet

Bragbysvärdet är ett fornfynd från bronsåldern som troligtvis är tillverkat i Ungern. Det påträffades 1912 vid Bragby gård i Ramsta socken i Uppsala kommun i Uppland. 
Bragbysvärdet dateras till tidig bronsålder, omkring 1700–1500 f.Kr. Det är tillverkat i brons, är 60,5 cm långt och 9,6 cm brett över fästet. Svärdet är välanvänt och kortare än ursprungligen på grund av alla slipningar. Svärdstypen kallas Hajdúsámson efter en fyndort i Ungern. Ett liknande svärd är Björnlundasvärdet. 
Bragbysvärdet förvaras i dag på Statens historiska museum i Stockholm som beskriver svärdet:
| ” | Bronssvärd där klingan har tunt uthamrade eggar, är svagt ryggad längs mittlinjen samt ornerad med två av vardera fem något osäkert inristade linjer, bildande vinklar med insvängda sidor. Ytterlinjerna inom vardera linjegruppen är överskurna av små, täta tvärstreck så att de ger intryck av att vara punkterade. Fästet, som är gjutet massivt i ett särskilt stycke, saknar linjeornering och har å den klingans bas omfattande bågen på vardera sidan fem nithuvuden imiterande avtrubbat koniska upphöjningar, av vilka de yttersta är genombottade för de två nitar som förbinder fästet med klingan. | „ |